# 技術研究組合
技術研究組合（ぎじゅつけんきゅうくみあい、略称・技術研究組合、研究組合）とは、産業技術に関する試験研究を協同して行なうことを目的に、技術研究組合法（昭和36年5月6日法律第81号）に基づいて設立された法人をいう。

## 概要
技術研究組合は、技術研究組合法に基づき、主務大臣の認可を受けて設立する法人である。技術研究組合は非出資組合であり、各組合員は対等な１つの議決権を持って組合運営に参画する。1961年に鉱工業技術研究組合法が制定され、その第一号として、高分子原料技術研究組合が設立された。
技術研究組合は法人の永続を目的としておらず、特定の研究開発計画を共同して遂行し、目的の達成時には解散することを前提としている。また、2009年の第171回国会に提出された「我が国における産業活動の革新等を図るための産業活力再生特別措置法等の一部を改正する法律」に盛り込まれた鉱工業技術研究組合法の改正法案により、法律題名が現在の技術研究組合法になるとともに、株式会社・合同会社への組織変更規定が設けられた。これにより、研究開発の成果をそのまま新会社に移転して事業化することが可能になった。

## 特徴
法人格を有するため、契約行為を組合名義で行うことができ、特許等の知的財産権を組合名義で取得・一元管理し、パテントプールとして機能させることもできる。法人格を有さない有限責任事業組合と比較した場合、技術研究組合は中長期的な共同研究プロジェクトに向く組織とされている。
非出資組合であるため、組合の活動資金（研究資金）を組合員から賦課金として徴収するが、組合員は賦課金を試験研究費として損金算入することができる。この点は、組合員である各企業から見ると、研究のために自社の欠損金が累積することが少なくなることからメリットと捉えられている。
また、組合員の議決権が賦課金の負担割合によらず等しく一者一票であることから、営利法人である組合員（大企業等）と非営利法人である組合員（大学等）、個人である組合員（研究者）が対等な立場で組合運営に参加できることも特徴であり、産学連携・オープンイノベーションのための組織として使われることが想定されている。
2009年の法改正以降、株式会社への組織変更、新設分割方式による株式会社への新規設立も可能となり、組合の研究成果について、組合の解散を経ずに新会社に移転することが容易になった。2014年には、グリーンフェノール・高機能フェノール樹脂製造技術研究組合がグリーンフェノール開発株式会社に組織変更し、これが株式会社化の第1号とされている。持分の概念のない非出資組合から株式会社への組織変更に当たって、組合員は新会社の株式を新たに取得することになるが、この株式の税務上の扱いは新たな払込み等をせずに取得をした有価証券と扱うものとされている。

## 実績
有名なものとして、1976年に設立され1990年まで存続した超LSI技術研究組合がある。同組合は、次世代コンピューター用の大規模集積回路（超LSI）を開発し、日本の半導体産業の発展に貢献したと評価されている。
この他、1996年に設立され1999年まで存続した汎用電子乗車券技術研究組合は、様々な公共交通機関で汎用的に使える電子決済機能付きICカードの研究開発を行った。同組合の研究成果がスイカカード等の交通ICカードにつながっている。